# Didier Auriol
Didier Auriol (Montpellier, 18 de agosto de 1958), é um antigo piloto francês de ralis.
Inicialmente foi condutor de ambulâncias, Auriol fez o seu nome no Campeonato do Mundo WRC na década de 1990. Foi piloto da Lancia, Toyota e Peugeot entre outros, antes de perder o seu lugar na Škoda no final de 2003.

## Carreira

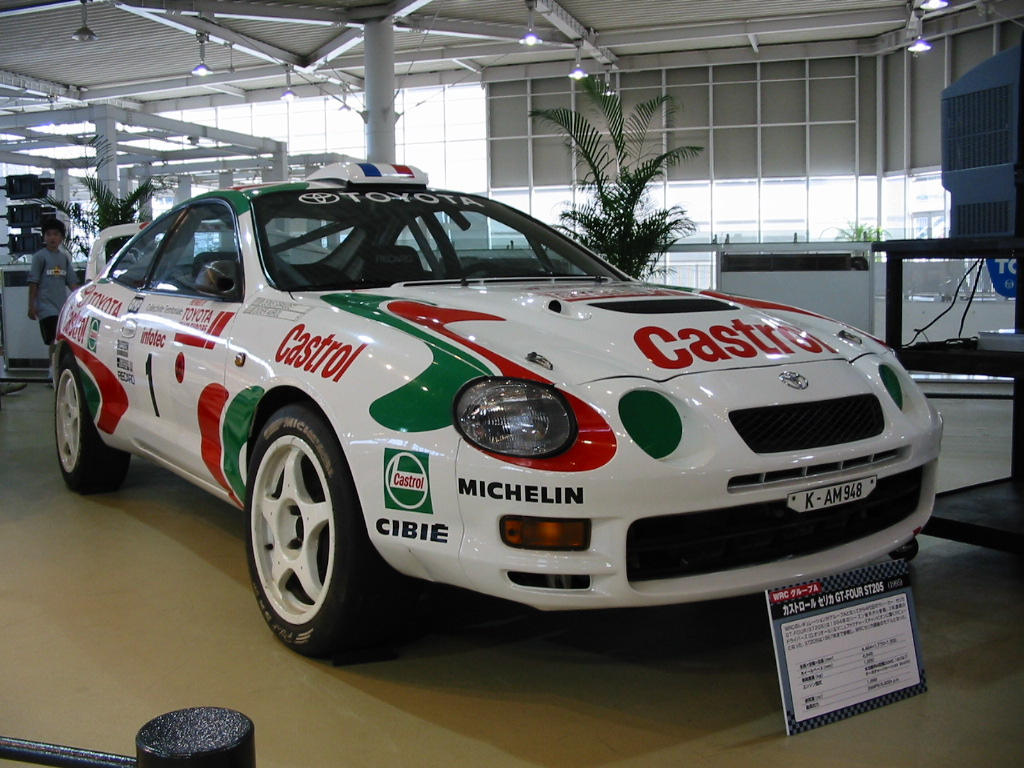
Toyota Celica de Auriol de 1995.

A primeira prova ganhar por Didier no Campeonato do Mundo de Ralis foi o Tour de Course em 1988 ao volante de um Ford Sierra Cosworth. Nesse ano foi Campeão Nacional de Ralis em França, título que já era seu desde 1986. Em 1989 passa para a Martini Lancia onde permaneceu por 4 temporadas guiando 3 versões do então muito competitivo Lancia Delta Integrale. Em 1992, pilotando a versão final daquela viatura, consegue a proeza de vencer 6 ralis em apenas uma temporada, um recorde apenas batido pelo seu compatriota Sébastien Loeb em 2005. Apesar destes excelentes resultados, faltou consistência a Auriol que devido a falta de pontuação noutros ralis e uma azarada desistência na última prova do campeonato - RAC - deu o título de campeão a Carlos Sainz. Em 1993 Auriol passa para a Toyota onde no ano seguinte se sagra Campeão do Mundo de Ralis ao volante de um dos mais espectaculares carros de ralis de sempre, o Toyota Celica GT-Four ST185. Em 1995 dá a primeira vitória ao Celica GT-Four ST205 no Tour de Course mas no Rali da Catalunha é descoberto o uso ilegal de componentes no turbo do carro japonês o que levou à exclusão da equipa do campeonato e consequente anulamento dos resultados e ainda foram banidos para a temporada seguinte. No ano seguinte Auriol fez ralis pela Subaru e Mitsubishi mas sem resultados de relevo. Em 1998 volta a Toyota com o Corolla WRC com o qual consegue alguns pódios e uma vitória no Rali da Catalunha. Em 1999 é mais consistente e consegue dar o título de marcas à Toyota mas para a conta pessoal fica apenas uma vitória no Rali da China. Em 2000 passa para a Seat Sport conduzindo o bonito Córdoba WRC, o qual não lhe permitiu aspirar por grandes posições. O resultado final foi péssimo, de 3º em 99, Auriol acabou o campeonato em 12º no ano seguinte conseguindo apenas pontuar no Rali Safari. Didier era um especialista em asfalto mas com o evoluir da carreira ganhou experiência e competitividade na terra chegando a ganhar no rali mais difícil do campeonato, a Finlândia em 1992. Em 2001 guia um competitivo Peugeot 206 WRC conseguindo melhores resultados e a sua última vitória no WRC, no Rali da Catalunha. Em 2002 faz apenas o Rali de Monte Carlo onde desiste e ainda uma prova extra-campeonato, o Rali de Portugal que venceu. Em 2003 ingressa na Skoda mas não consegue grandes resultados pontuando em apenas 3 provas. A partir dai só fez provas esporádicas e o último rali do WRC que disputou foi o Rali de Monte Carlo num 206 WRC. Nesse mesmo ano veio a Portugal como piloto convidado para o nosso rali acabando por desistir devido a despiste. Recentemente tem vindo a trabalhar com a Grifone no desenvolvimento de vários S2000 e chegou a ser pensada a sua participação num programa pelo Intercontinental Rally Challenge. Conseguiu estar no Rali de Portugal 2008, no ano em que comemorou 50 anos, repetindo a presença no IRC em 2009, mas no Rali de Monte Carlo. Nota ainda para um recorde deste piloto francês, que ganhou por 6 vezes a Volta à Córsega, um feito apenas conseguido por outro espectacular piloto francês, Bernard Darniche.

## Vitórias no WRC
| #  | Evento                                              | Temporada | Co-piloto       | Carro                      |
| -- | --------------------------------------------------- | --------- | --------------- | -------------------------- |
| 1  | 32ème Tour de Corse - Rallye de France              | 1988      | Bernard Occelli | Ford Sierra RS Cosworth    |
| 2  | 33ème Tour de Corse - Rallye de France              | 1989      | Bernard Occelli | Lancia Delta Integrale     |
| 3  | 58ème Rallye Automobile de Monte-Carlo              | 1990      | Bernard Occelli | Lancia Delta Integrale 16V |
| 4  | 34ème Tour de Corse - Rallye de France              | 1990      | Bernard Occelli | Lancia Delta Integrale 16V |
| 5  | 32º Rallye Sanremo - Rallye d'Italia                | 1990      | Bernard Occelli | Lancia Delta Integrale 16V |
| 6  | 33º Rallye Sanremo - Rallye d'Italia                | 1991      | Bernard Occelli | Lancia Delta Integrale 16V |
| 7  | 60ème Rallye Automobile de Monte-Carlo              | 1992      | Bernard Occelli | Lancia Delta HF Integrale  |
| 8  | 36ème Tour de Corse - Rallye de France              | 1992      | Bernard Occelli | Lancia Delta HF Integrale  |
| 9  | 39th Acropolis Rally                                | 1992      | Bernard Occelli | Lancia Delta HF Integrale  |
| 10 | 12º Rally Argentina                                 | 1992      | Bernard Occelli | Lancia Delta HF Integrale  |
| 11 | 42nd 1000 Lakes Rally                               | 1992      | Bernard Occelli | Lancia Delta HF Integrale  |
| 12 | 5th Telecom Rally Australia                         | 1992      | Bernard Occelli | Lancia Delta HF Integrale  |
| 13 | 61ème Rallye Automobile de Monte-Carlo              | 1993      | Bernard Occelli | Toyota Celica Turbo 4WD    |
| 14 | 38ème Tour de Corse - Rallye de France              | 1994      | Bernard Occelli | Toyota Celica Turbo 4WD    |
| 15 | 14º Rally Argentina                                 | 1994      | Bernard Occelli | Toyota Celica Turbo 4WD    |
| 16 | 36º Rallye Sanremo - Rallye d'Italia                | 1994      | Bernard Occelli | Toyota Celica Turbo 4WD    |
| 17 | 39ème Tour de Corse - Rallye de France              | 1995      | Denis Giraudet  | Toyota Celica GT-Four      |
| 18 | 34º Rallye Catalunya-Costa Brava (Rallye de España) | 1998      | Denis Giraudet  | Toyota Corolla WRC         |
| 19 | 3rd China Rally                                     | 1999      | Denis Giraudet  | Toyota Corolla WRC         |
| 20 | 37º Rallye Catalunya-Costa Brava (Rallye de España) | 2001      | Denis Giraudet  | Peugeot 206 WRC            |